# .32 Winchester Self-Loading
O .32 Winchester Self-Loading (também chamado .32SL, .32SLR ou .32WSL) é um cartucho de fogo central metálico que utiliza pólvora sem fumaça, desenvolvido pela Winchester em 1906.

## Projeto
A Winchester introduziu os cartuchos .32SL e .35SL no rifle Winchester '05, uma versão de fogo central do Winchester '03. O .32SL nunca ganhou popularidade como cartucho de caça, embora possa ser adequado para animais pequenos e médios, como raposas e coiotes, em distâncias abaixo de 150 metros. Tanto o .32SL quanto o .35SL foram logo substituídos pela introdução do .351SL mais poderoso no rifle Winchester '07.

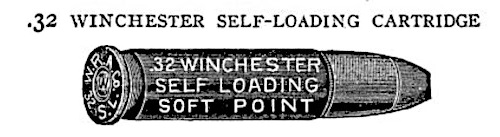
Ilustração de um anúncio de 1918.

Quando apresentado pela primeira vez, no entanto, o notável especialista em armas de fogo Townsend Whelen observou que o cartucho .32SL exibia balística semelhante ao cartucho de pólvora negra .32-40 Winchester de baixa pressão. Ele ainda sugere o melhor uso do .32SL' como sendo para tiro rápido ao alvo para alcances de até 300 jardas. Dentro dessas faixas, é um cartucho bastante preciso.

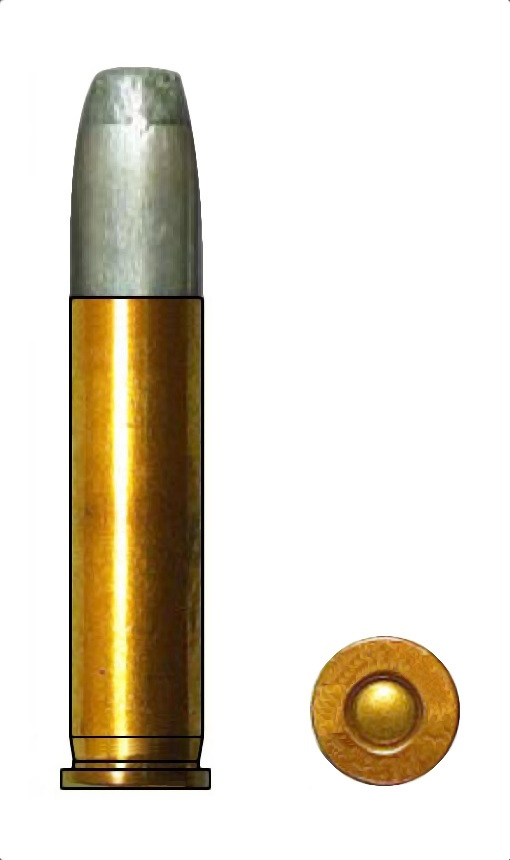
O cartucho .32WSL.

Em outubro de 1940, uma circular de Artilharia do Exército sugeriu o desenvolvimento de um rifle leve usando um cartucho de calibre .30 semelhante ao "Winchester Self-loading Cartridge, Caliber .32" para substituir a pistola e a submetralhadora. Isso levou à produção do cartucho "Caliber .30 SL, M1" diretamente baseado no .32SL em fevereiro de 1941 e, após uma competição de design, a adoção da carabina M1 projetada pela Winchester em outubro de 1941.

## Dimensões

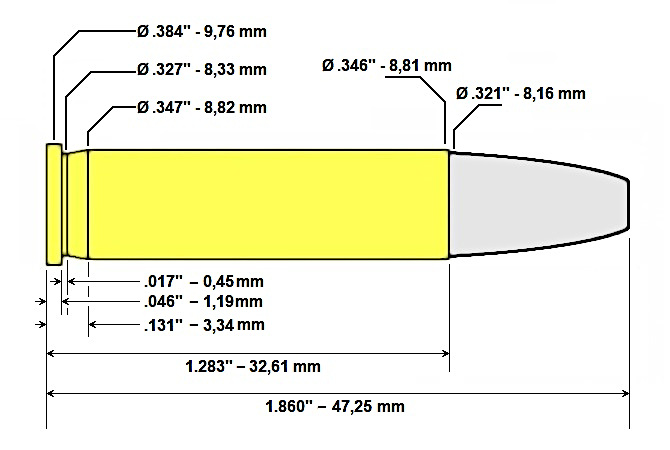